# دنیل لی
دنیل لی (انگلیسی: Daniel Lee؛ ۲۲ ژانویهٔ ۱۹۸۶) طراح مد و مدیر اجرایی اهل بریتانیا است.